# Gran Premio Montelupo 1980
Il Gran Premio Montelupo 1980, sedicesima edizione della corsa, si svolse il 19 luglio 1980 su un percorso di 198 km. La vittoria fu appannaggio dell'italiano Gianbattista Baronchelli, che completò il percorso in 4h57'00", precedendo i connazionali Valerio Lualdi e Pierino Gavazzi.
Sul traguardo di Montelupo Fiorentino 48 ciclisti, su 83 partiti dalla medesima località, portarono a termine la competizione. 

## Ordine d'arrivo (Top 10)
| Pos. | Corridore                | Squadra              | Tempo    |
| ---- | ------------------------ | -------------------- | -------- |
| 1    | Gianbattista Baronchelli | Bianchi-Piaggio      | 4h57'00" |
| 2    | Valerio Lualdi           | Gis Gelati-Colnago   | a 35"    |
| 3    | Pierino Gavazzi          | Magniflex-Olmo       | a 45"    |
| 4    | Silvano Contini          | Bianchi-Piaggio      | s.t.     |
| 5    | Angelo Tosoni            | Famcucine-Campagnolo | s.t.     |
| 6    | Ennio Vanotti            | Bianchi-Piaggio      | s.t.     |
| 7    | Claudio Bortolotto       | San Giacomo-Benotto  | s.t.     |
| 8    | Franco Conti             | San Giacomo-Benotto  | s.t.     |
| 9    | Leonardo Bevilacqua      | Gis Gelati-Colnago   | s.t.     |
| 10   | Claudio Torelli          | Bianchi-Piaggio      | s.t.     |